# Карл Фридрих Шинкел
Карл Фридрих Шинкел (на немски: Karl Friedrich Schinkel) е германски архитект, художник и дизайнер. Той е най-изявеният архитект на неокласицизма в Прусия.

## Биография
Роден е на 13 март 1781 година в Нойрупин, Бранденбург, Германия. Баща му е свещеник, който загива при пожар през 1787. Шинкел заминава за Берлин, където учи архитектура при Фридрих Гили (1798 – 1800) и в Берлинската архитектурна академия (1800 – 1802). След пътуване до Италия през 1805 започва да се занимава професионално с рисуване.
През 1810, след като вижда картини на Каспар Давид Фридрих, Шинкел решава, че никога няма да достигне такова ниво в рисуването и се заема главно с архитектура. През 1815 е назначен от крал Фридрих Вилхелм III за кралски архитект, а през 1830 оглавява Пруската служба за обществени строежи. На този пост той ръководи реконструирането на Берлин в модерна столица, както и различни проекти в пруските територии, достигащи от Рейн до Кьонигсберг.
Освен с изпълнените си архитектурни проекти, Шинкел е известен и с теоретичните си трудове, както и с неизпълнени проекти, като реконструкцията на атинския Акропол в кралски дворец или проекта за двореца Орианда в Крим. Той е автор на известния дизайн на медала Железен кръст, както и на мебели в стил, от който по-късно се развива стилът бидермайер. Шинкел е и сценограф на няколко пиеси на Йохан Волфганг фон Гьоте.
За кралските дворци и извънградски резиденции Шинкел създава проекти за вътрешната архитектура и мебели, които са изработвани от берлинският дворцов дърводелец Карл Ваншаф. Тези негови работи са добре съхранени в двореца Шарлотенхоф и Новия павилион. И до днес се произвеждат градински мебели от лято желязо по негови проекти. За да може да изпълнява сравнително икономично своите проекти за полилеи, орнаменти за стени или мебели (листа и розетки) и каделабри той ги поръчва от „дървобронз“ на немски: Holzbronze. За целта той използва помощта на откривателя на този материал Карл Август Менке.
Умира на 9 октомври 1841 година в Берлин на 60-годишна възраст.

## Картини и рисунки
- Опожаряването на Москва, 1812–1813
- Изглед към Мон Блан, 1813
- Утро, 1813
- Готическа църква на скала над морето, 1815
- Портрет на дъщерята на художника Марие, 1816
- Сценография за „Вълшебната флейта“ на Моцарт, 1815
- Врата в скалите, 1818
- Средновековен град край вода, 1813
- Алегория по Кристиян Петер Бойт за възраждането на Прусия, 1837
- Тераса на двореца Орианда в Крим, 1835

## Архитектурни творби
- Концертна зала, Берлин (1819–1821)
- Стария музей (1823–1830)
- Фридрихсвердерска църква (1824–1831)
- Църква „Св. Николай“ в Потсдам (1830)
- Параклис „Александър Невски“, Петерхоф, Русия (1831)
- Замък Щолценфелс (1835)